# Neolycaena connae
Neolycaena connae är en fjärilsart som beskrevs av Evanbs 1932. Neolycaena connae ingår i släktet Neolycaena och familjen juvelvingar. Inga underarter finns listade i Catalogue of Life.